# 五当召镇
五当召镇，是中华人民共和国内蒙古自治区包头市石拐区下辖的一个乡镇级行政单位。

## 行政区划
五当召镇下辖以下地区：
缸房地村、新曙光村、五当沟村、厂汉沟村和脑包沟村。

## 中国传统村落
五当召村获评“中国传统村落”。